# زابینه یوهن
زابینه یوهن (آلمانی: Sabine John؛ زادهٔ ۱۶ اکتبر ۱۹۵۷) ورزشکار هفت‌گانه زن اهل آلمان بود.